# Nova Glória
Nova Glória là một đô thị thuộc bang Goiás, Brasil. Đô thị này có diện tích 412,975 km², dân số năm 2007 là 9268 người, mật độ 22,4 người/km².